# Varkatt

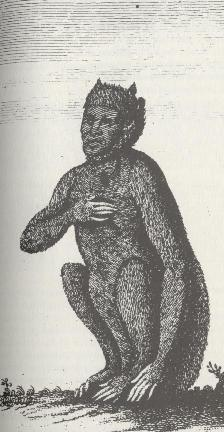
Gravyr som framställer en vartiger.

Varkatt är en varelse som är till hälften människa och till hälften någon form av kattdjur och normalt antas kunna skifta mellan dessa former, på samma sätt som en varulv, som är en människo-varg. Varkatter förekommer i folklore, fantasy, skräckhistorier och ockultism, men någon verklighet bakom myten har aldrig kunnat konstateras.
Ordet används inte särskilt ofta på svenska, men förekommer exempelvis i den svenska översättningen av Christopher Paolinis fantasytetralogi Arvtagaren. Ordet bör vara en sentida bildning enligt mönster av ordet varulv.

## Populärkultur
I Michael Jacksons musikvideo till låten Thriller förvandlas han till en varkatt under fullmåne. I filmen Cat People förekommer också ett slags varkatter.